# 시무라 슌타
시무라 슌타(일본어: 志村 駿太, 1997년 4월 26일 ~ )는 일본의 축구 선수이다.

## 구단 경력
그는 2016년부터 2018년까지 J리그의 더스파구사쓰 군마에서 활동하였다.